# Euscelinus sarawacus
Euscelinus sarawacus är en stekelart som beskrevs av John Obadiah Westwood 1882. Euscelinus sarawacus ingår i släktet Euscelinus och familjen bracksteklar. Inga underarter finns listade i Catalogue of Life.